# Adelaide Casely-Hayford
Adelaida Smith Casely-Hayford (Freetown, 2 de junio de 1868-Freetown, 24 de enero de 1960), fue una abogada de Sierra Leona, activista en pro del nacionalismo cultural, profesora, escritora de ficción y feminista victoriana. Defensora pionera de la educación de las niñas y las mujeres en Sierra Leona, desempeñó un papel clave en la popularización de la políticas feministas y panafricanistas a principios del siglo XX. Inauguró una Escuela de Capacitación para Niñas en Freetown en 1923 para inculcar el orgullo cultural y racial de la población de Sierra Leona bajo el dominio colonial. Comprometida con el servicio público, trabajó para mejorar las condiciones de vida de la población negra. Está considerada como la primera novelista africana en lengua inglesa.

## Biografía
Adelaide Smith nació el 2 de junio de 1868 en una familia de élite criolla de Freetown, Sierra Leona británica. Su padre William Smith Jr, era mestizo de ascendencia inglesa, conectado con la familia real Fante, de Gold Coast, su madre Anne Spilsbury era criolla con ascendencia de africanos liberados de Jamaica y Sierra Leona. Adelaide era una de las menores de los siete hijos que tuvieron sus padres.  Cuando tenía cuatro años la familia se trasladó a Inglaterra pero su madre murió pronto. Su padre había jubilado en 1872 sobreviviendo con la familia con una pensión de 666 libras esterlinas. Creció con su padre y fue educada en Inglaterra. Asistió a Jersey Ladies' College (ahora Jersey College for Girls ). Como muchas otras mujeres sierraleonesas nacidas en la sociedad de élite, estaba profundamente influenciada por los valores e ideas victorianas sobre la familia y los roles de género.
Adelaide también viajó y, mientras lo hacía, se interesó por la política panafricanista. A los 17 años viajó a Stuttgart, Alemania, para estudiar música en el Conservatorio. En 1888 regresó a Inglaterra, donde ella y una hermana abrieron una pensión para solteros africanos que vivían en el país como estudiantes o trabajadores.
En 1892, cuando Smith tenía 24 años regresó a Freetown para intenter desarrollar su carrera en la enseñanza.
Tras un corto noviazgo Adelaide Smith se casó con el abogado JE Casely Hayford (también conocido como Ekra-Agiman). En 1904 nació su única hija Gladys Casely-Hayford que años después se convertiría en una célebre poetisa criolla. Con un problema de malformación en la articulación de cadera Adelaide llevó a su hija a Inglaterra para que recibiera tratamiento médico. Permaneció allí tres años.
Durante un discurso en 1905, enfatizó sobre el importante papel que las mujeres africanas podían desempeñar en el desarrollo social y político del país. Su matrimonio terminó en divorcio en 1909. En 1914 regresó a Sierra Leona donde dedicó su vida a educar a las niñas africanas. Adelaide estaba convencida de que la educación de las jóvenes las prepararía para ejercer mejor sus roles como esposas y madres y promovería el orgullo de la identidad racial. 

### Regreso a Freetown
Después de 25 años en el extranjero, Adelaide Casely-Hayford y sus hermanas regresaron a Sierra Leona. Inspirada por las ideas de orgullo racial y cooperación promovidas por la Asociación Universal para el Desarrollo de los Negros (UNIA) de Marcus Garvey estuvo brevemente involucrada en la organización y se unió a la División de Damas de la Rama de Freetown. Se convirtió en una de las principales feministas africanas y utilizó sus discursos y escritos para desafiar la supremacía masculina en África y apoyar los derechos de las mujeres africanas. En 1915, pronunció un discurso sobre "Los derechos de la mujer y el matrimonio cristiano" en el que articuló su visión para mejorar la situación de los derechos de la mujer. Asumió la presidencia de la UNIA pero en junio de 1920, dejó la asociación debido a un conflicto de intereses con la Escuela Vocacional de Niñas que propuso. 
Hizo dos viajes de recaudación de fondos a Estados Unidos, el primero en 1920 y el segundo cinco años después. En sus intervenciones públicas defendía la necesidad de una reforma educativa para las mujeres en África.
A su regreso a Freetown, Casely-Hayford se embarcó en la creación de una institución vocacional para ayudar a las niñas a conocer su historia cultural e impulsar el sentimiento de orgullo nacional. En octubre de 1923, se inauguró la Escuela Vocacional de Niñas en la casa de la familia Smith con 14 alumnas. Como directora, Casely-Hayford hubiera preferido que las alumnas usaran ropa nativa en la escuela, pero los padres rechazaron esta idea. La Escuela Vocacional para Niñas era única porque no había muchas oportunidades educativas para las niñas en Sierra Leona en ese momento. En ella enseñaba a las niñas historia africana e impulsaba el que fueran  pensadoras independientes y no fuera dependientes económicamente. Quería inculcar a las niñas la confianza y las habilidades para que se convirtieran en futuras líderes en Sierra Leona y en África. En una editorial de 1922, dijo: "Al instante, fui consciente de que la  educación impartida a [los africanos] nos había... enseñado a despreciarnos a nosotros mismos.. . Nuestra necesidad inmediata era una educación que nos inculcara el amor por el país, el orgullo por la raza, un entusiasmo por las capacidades del hombre negro y una genuina admiración por la maravillosa obra de arte de África", y que  "estaba ansiosa. .. para que llegara un nuevo día, en el que se permitiera a Africa expandirse y desarrollarse, junto con sus propias ideas e ideales".  : 44 
Pasó sus últimos años escribiendo sus memorias y cuentos. Su cuento "Mista Courifer" se publicó en African Treasury: Articles, Essays, Stories, Poems (1960) de Langston Hughes, una colección de obras cortas de escritores africanos, publicada en Estados Unidos.
Hasta su jubilación en 1940 continuó como directora de la Escuela Vocacional de niñas que creó.
Murió en Freetown, su ciudad natal, el 24 de enero de 1960, a los 91 años.

## Legado y honores
Casely-Hayford ganó varios premios otorgados por el gobierno colonial en reconocimiento a sus contribuciones al pueblo de Sierra Leona.
- 1935: recibe la Medalla del Jubileo de Plata del Rey.[12] : 50–51
- 1949: recibe la Orden del Imperio Británico (MBE). : 50–51

En su memoria el asteroide 6848 Casely-Hayford, descubierto por los astrónomos estadounidenses Eleanor Helin y Schelte Bus en el Observatorio Palomar en 1978, lleva su nombre. El anuncio oficial fue publicado por  Minor Planet Center el 27 de agosto de 2019 (M.P.C. 115893 ).